# Manfred Gruber (Politiker)
Manfred Gruber (* 1. Mai 1949 in Bad Gastein, Bezirk St. Johann im Pongau, Salzburg) ist ein österreichischer Politiker der Sozialdemokratischen Partei Österreichs (SPÖ).

## Biografie
Nach dem Besuch der Volksschule und der Hauptschule in Bad Gastein besuchte Gruber zwischen 1963 und 1967 die Berufsschule und begann 1967 eine Tätigkeit als Elektrotechniker bei der Post- und Telegraphenverwaltung (ÖPT), der heutigen Telekom Austria, und war dort nach einem weiteren Besuch der Maturaschule zwischen 1970 und 1975 bis 2009 als Technischer Beamter tätig.
Daneben begann er eine politische Laufbahn in der SPÖ und war zunächst von 1981 bis 1989 Mitglied des Gemeinderates von Bad Gastein. 1984 wurde er zum Mitglied des Salzburger Landtages gewählt und gehörte diesem für zwei Legislaturperioden bis 1994 an. Nachdem er von 1989 bis 1994 Vizebürgermeister von Bad Gastein war, wurde er 1994 Bürgermeister und übte dieses Amt bis 2004 aus.
Am 1. März 2001 wurde er zum Mitglied des Österreichischen Bundesrates gewählt und gehörte diesem bis 31. Jänner 2012 als Vertreter der SPÖ für das Bundesland Salzburg an. Zwischen 2004 und 2009 war er auch wieder Vizebürgermeister von Bad Gastein.
Darüber hinaus war er vom 1. Januar bis zum 30. Juni 2007 Präsident des Österreichischen Bundesrats.
Manfred Gruber wurde außerdem mehrfach ausgezeichnet und erhielt unter anderem das Große Silberne Ehrenzeichen für Verdienste um die Republik Österreich sowie das Große Goldene Ehrenzeichen mit dem Stern für Verdienste um die Republik Österreich.